# Anabarhynchus latus
Anabarhynchus latus är en tvåvingeart som beskrevs av Lyneborg 1992. Anabarhynchus latus ingår i släktet Anabarhynchus och familjen stilettflugor. Inga underarter finns listade i Catalogue of Life.